# Kirowski (Kursk)
Kirowski (russisch Кировский) ist eine Siedlung städtischen Typs in der Pristenski rajon in der Oblast Kursk im europäischen Teil Russlands mit 2776 Einwohnern (Stand 14. Oktober 2010).

## Geographie
Kirowski liegt im Südosten der Oblast Kursk, sieben Kilometer nördlich der Rajonshauptstadt Pristen (russisch Пристень).

## Geschichte
Kirowski wurde 1974 als Siedlung städtischen Typs gegründet.

### Bevölkerungsentwicklung
| Jahr | Einwohner |
| ---- | --------- |
| 1979 | 4247      |
| 1989 | 3951      |
| 2002 | 3114      |
| 2010 | 2776      |
| 2021 | 2447      |

Anmerkung: Volkszählungsdaten

## Sehenswürdigkeiten
Auf einem Massengrab von 83 sowjetischen Soldaten, die 1941 bis 1943 starben, wurde eine Skulptur errichtet.